# 衢州侵华日军细菌弹投放点旧址
衢州侵华日军细菌弹投放点旧址位于中国浙江省衢州市柯城区信安街道县西街罗汉井5号，抗日战争期间，自1940年10月开始，侵华日军731部队和南京“荣”字1644部队多次在衢州以空中投撒的方式实施细菌战，导致鼠疫、伤寒、炭疽、疟疾等流行性疾病爆发和大流行，染病者达30万人以上，病死者在5万人以上，为日军在中国南方地区以空中投撒方式实施细菌战的肇始。此处即为首批鼠疫患病遇难者黄廖氏的故居，也是日军细菌弹首次投放点，2005年作为侵华日军细菌战衢州展览馆对外开放，为全面展示日军在衢州实施细菌战罪行的纪念馆。馆内分为纪念区和展览区，纪念区立有“细菌战死难民众纪念碑”及“衢州市、郊区细菌战受害者名单”石碑，展览区展出《不能忘却的历史——侵华日军衢州细菌战史迹陈列》。